# I. e. 82
Évszázadok: i. e. 2. század – i. e. 1. század – 1. század
Évtizedek: i. e. 130-as évek – i. e. 120-as évek – i. e. 110-es évek – i. e. 100-as évek – i. e. 90-es évek – i. e. 80-as évek – i. e. 70-es évek – i. e. 60-as évek – i. e. 50-es évek – i. e. 40-es évek – i. e. 30-as évek
Évek: i. e. 87 – i. e. 86 – i. e. 85 – i. e. 84 –  i. e. 83 – i. e. 82 – i. e. 81 – i. e. 80 – i. e. 79 –  i. e. 78 – i. e. 77

## Események

### Róma
- Cnaeus Papirius Carbót (harmadszor) és ifjabb Caius Mariust választják consulnak.
- Tombol a polgárháború az optimates párthoz tartozó Sulla-hívek és a populares párt között. Fabius Hadrianus africai helytartó palotáját felgyújtják a Sullát támogatók és a helytartó is halálra ég. A néppárti Quintus Antonius Balbus szardíniai helytartót megöli Sulla legatusa, Lucius Marcius Philippus.
- Sulla Róma és Etruria felé indul, míg hadvezére, Metellus és Pompeius északon Ariminumnál elállja Carbo útját.
- Metellus legyőzi Carbo praetorát, Caius Carrinast. Carbo bekeríti Metellus hadait, de Sulla győzelmének hallatán inkább visszavonul Ariminumba.
- Sulla Praeneste mellett a scariportusi csatában legyőzi az ifjabb Caius Mariust, aki a városba menekül. Marius üzenetet küld Rómába, hogy öljék meg Sulla megmaradt támogatóit. Lucius Junius Brutus Damasippus összehívja a szenátust, majd számos szenátort meggyilkolnak, többek között a pontifex maximust is.
- Neapolis árulás révén Sulla kezére kerül, aki kifosztja a várost.
- Sulla ostrom alatt hagyja Praenestét és Rómához vonul, ahol a nép kinyitja neki a kapukat és ellenállás nélkül elfoglalja a várost. Ezután északra vonul, ahol Clusiumnál találkozik Carbóval, egész napos, eldöntetlen csatát vívnak és mindketten visszavonulnak.
- Carbo Etruriában toborzott sereget küld Praeneste felmentésére, de Pompeius meglepi és szétszórja őket.
- A szamniszok és a lucanusok egyesült serege Pontius Telesinus parancsnoksága alatt szintén Praeneste felé indul, de Sulla jól védhető pozícióban elállja az útjukat. Erre Róma felé indulnak, mire Sulla üldözőbe veszi őket és Róma falai előtt a Collina-kapui csatában véres, elkeseredett ütközetben legyőzi őket. A csatában állítólag 50 ezren esnek el, a 8 ezer foglyot Sulla később kivégezteti.
- A vereség hírére Caius Marius megpróbál a csatornákon át kiszökni Praenestéből, de amikor kudarcot vall öngyilkos lesz.
- Sulla élethossziglani dictatorrá kiáltja ki magát.
- Kis-Ázsiában Lucius Licinius Murena fosztogató hadjáratot indít pontoszi területre. VI. Mithridatész nem áll ellen, hanem tiltakozó küldöttséget indít Rómába.

### Balkán
- Burebista egyesíti a dák törzseket és királlyá kiáltja ki magát.

## Születések
- Vercingetorix, gall király (hozzávetőleges időpont)

## Halálozások
- ifjabb Caius Marius, római hadvezér és politikus
- Caius Norbanus, római consul
- Cnaeus Papirius Carbo, római consul
- Marcus Marius Gratidianus, római praetor
- Quintus Mucius Scaevola Pontifex, római politikus és hadvezér
- Quintus Valerius Soranus, római költő, néptribunus

## Fordítás
- Ez a szócikk részben vagy egészben  a(z)   82. av. J.-C. című francia Wikipédia-szócikk ezen változatának fordításán alapul.  Az eredeti cikk szerkesztőit annak laptörténete sorolja fel. Ez a jelzés csupán a megfogalmazás eredetét és a szerzői jogokat jelzi, nem szolgál a cikkben szereplő információk forrásmegjelöléseként.